# 富永村 (群馬県)
富永村（とみながむら）は、群馬県の南東部、邑楽郡に属していた村。
現在は富永郵便局、JA西邑楽富永支所等に名をとどめる。

## 地理
- 河川：利根川、谷田川

## 歴史
- 1889年（明治22年）4月1日 - 町村制施行により、上五箇村、萱野村、木崎村、上中森村、下中森村、瀬戸井村の一部、赤岩村の一部が合併し富永村が成立する。
- 1955年（昭和30年）3月31日 - 永楽村、長柄村と合併して千代田村となり消滅。